# バチカン市国 (世界遺産)

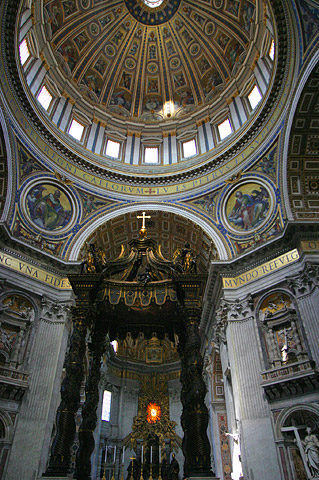
大聖堂内部

バチカン市国（バチカンしこく、英: Vatican City、仏: Cité du Vatican）は、ユネスコの世界遺産のひとつ。イタリア・ローマにある世界最小の国家バチカンの国土全域が世界遺産として登録されている。
この項目では世界遺産としてのバチカン市国を解説する。国家そのものについては「バチカン」を参照のこと。

## 概要
バチカンはテベレ川の西側に位置し、カトリックの総本山として知られる。前述のとおり、バチカン全域が世界遺産として登録されている。また、イタリアの世界遺産物件であるローマ歴史地区、教皇領とサン・パオロ・フオーリ・レ・ムーラ大聖堂と隣接している。

## 主な構造物

### サン・ピエトロ大聖堂
イタリア・バロック様式の代表的な建築物。サン・ピエトロとはイタリア語で"聖ペトロ"の意味で、64年に皇帝ネロの迫害により殉教した使徒ペトロの墓の上に建築されたといわれている。建築を命じたのはコンスタンティヌス帝で、324年のことであった。このとき立てられた聖堂（旧サン・ピエトロ聖堂）は15世紀末まで存在し、新聖堂は1502年に建築が始まった。その後、1514年にラファエロ・サンティが主任建築家に、1546年にミケランジェロが主任建築家となり工事が再開。献堂式が行われたのは、1626年のことであった。
さらにサン・ピエトロ広場の工事がジャン・ロレンツォ・ベルニーニの設計により始まり、1667年に完成した。
大聖堂の総面積は、約22,000m2で、6万人以上収容可能といわれている。ミケランジェロの設計したといわれる大円蓋（クーポラ）は高さ132.5m、直径42mと巨大。大円蓋の直下には、ベルニーニの作の高さ29mの大天蓋（バルダッキーノ）がある。
サン・ピエトロ広場は284本の、ドーリア式円柱で装飾された回廊により広場を取り囲むように構成されている。回廊の上には、ベルニーニの弟子らが作成した140体の聖人の像が飾られている。また、広場中央のオベリスクは1世紀頃にエジプトから運ばれて、バチカヌスの丘にあった競技場におかれていたものであるといわれている。

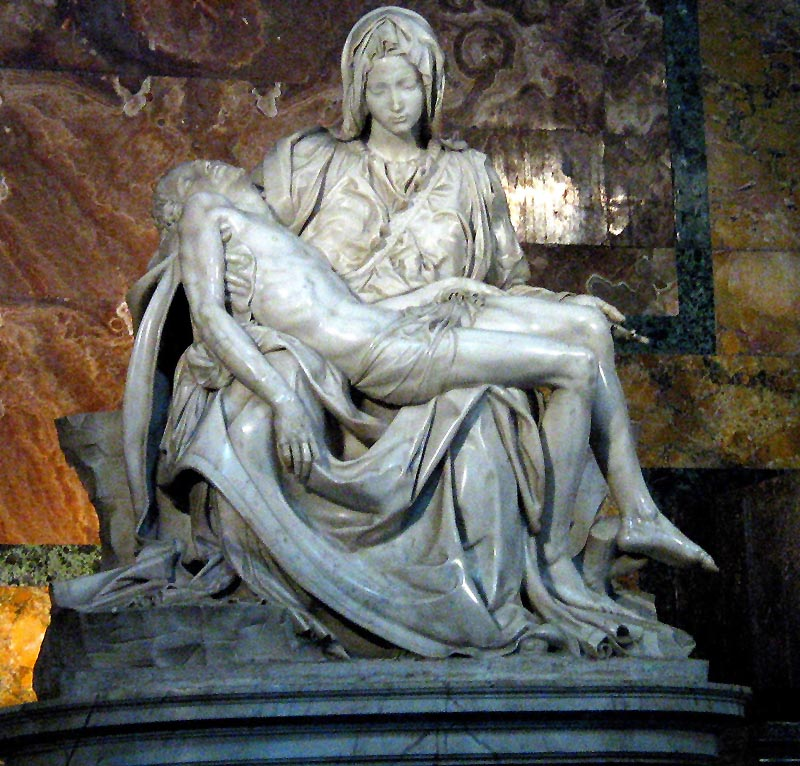
ピエタ

聖堂内には、十字架から降ろされたキリストを抱く聖母の像を表現したミケランジェロの代表作『ピエタ』がおかれている。ミケランジェロは、ピエタ像を4体制作しているが、サン・ピエトロ大聖堂にあるピエタは、25歳の時の最初の作品である。
以前見学していた芸術家がすばらしさのあまりに嫉妬をし、破壊しようとピエタに近づくという事件が発生し、これ以後はガラスカバーがかけられてしまっている。

### バチカン宮殿

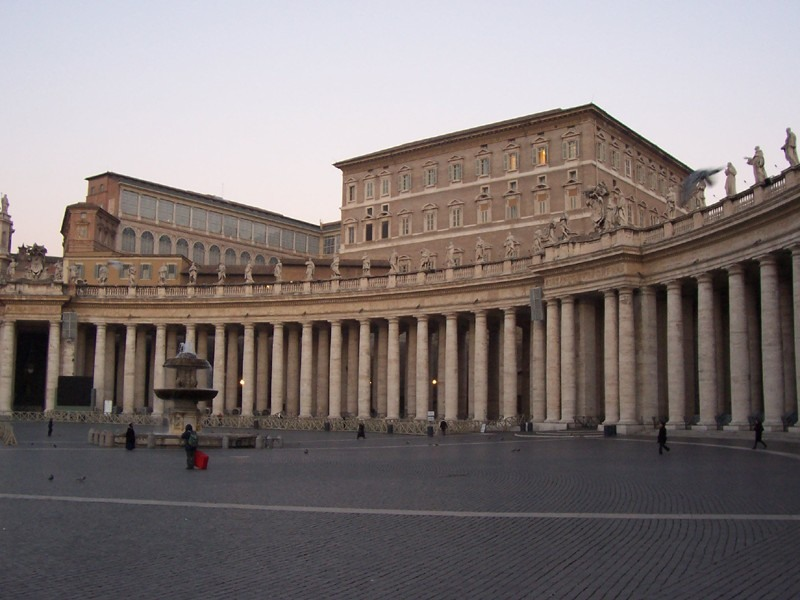
バチカン宮殿

ジャン・ロレンツォ・ベルニーニの設計した大階段でサン・ピエトロ大聖堂とつながっている。ラファエロ・サンティとその弟子らによるフレスコ画のある4つの部屋からなるラファエロの間で有名。ラファエロ自身の代表作である『アテナイの学堂』もラファエロの間第2室にある。また、フラ・アンジェリコの壁画で飾られたニコラウス5世礼拝堂も有名である。教皇は、バチカン宮殿滞在中の毎週日曜には執務室から姿をあらわし、サン・ピエトロ広場に集まる信者とともに祈りをささげ、祝福を与えている。

#### システィーナ礼拝堂

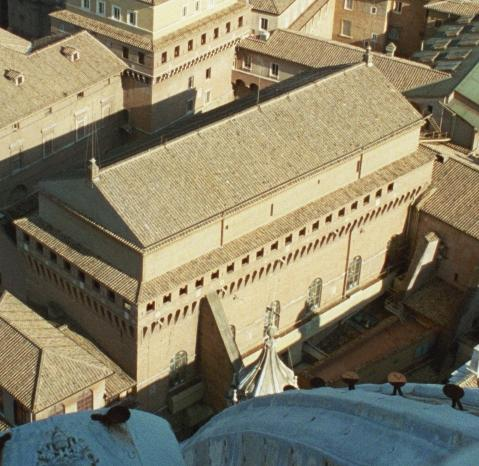
システィーナ礼拝堂

バチカン宮殿、バチカン美術館と繋がっている。シクストゥス4世の命により教皇礼拝堂として1475年に建設が始まり、1481年に建物が完成した。礼拝堂の名称は教皇の名に由来している。ミケランジェロが4年の歳月をかけて描いた大天井画の『創世記』、やはりミケランジェロが6年の歳月をかけた『最後の審判』の壁画があることであまりに有名。
また、教皇を選出するコンクラーヴェの会場としても知られている。

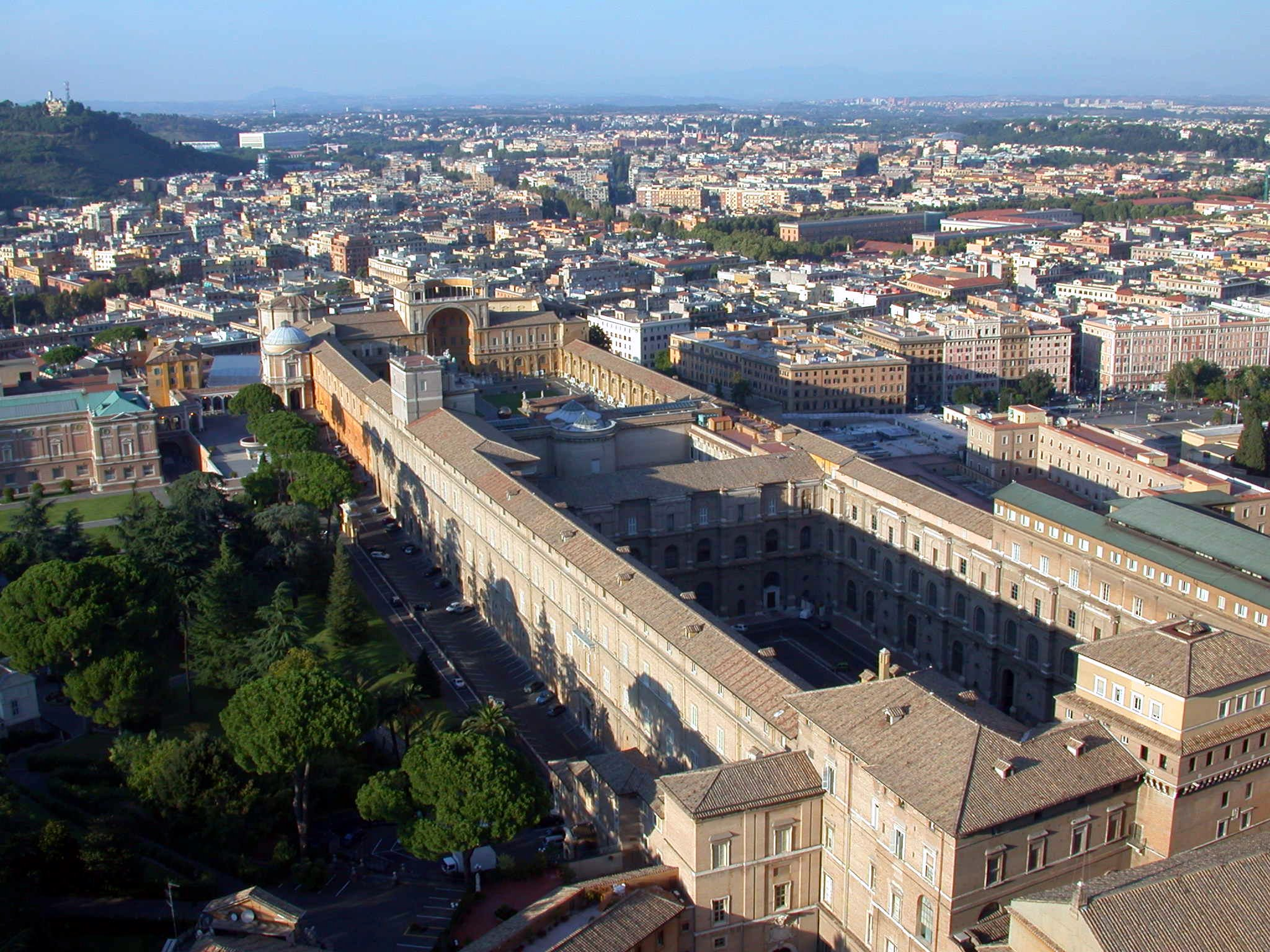
サン・ピエトロ大聖堂から見たバチカン美術館

### バチカン美術館
バチカン宮殿の北側にある美術館、図書館など20を越える施設の総称。バチカン宮殿、システィーナ礼拝堂を含めてバチカン美術館と呼ぶ場合も多い。所蔵品の中心となっているのは、ユリウス2世の彫刻コレクションである。また、キリスト教美術以外にも、古代ギリシャ、古代エジプトの膨大なコレクションを誇っている。

## 登録基準
この世界遺産は世界遺産登録基準のうち、以下の条件を満たし、登録された（以下の基準は世界遺産センター公表の登録基準からの翻訳、引用である）。
- (1) 人類の創造的才能を表現する傑作。
- (2) ある期間を通じてまたはある文化圏において、建築、技術、記念碑的芸術、都市計画、景観デザインの発展に関し、人類の価値の重要な交流を示すもの。
- (4) 人類の歴史上重要な時代を例証する建築様式、建築物群、技術の集積または景観の優れた例。
- (6) 顕著で普遍的な意義を有する出来事、現存する伝統、思想、信仰または芸術的、文学的作品と直接にまたは明白に関連するもの（この基準は他の基準と組み合わせて用いるのが望ましいと世界遺産委員会は考えている）。